# 斯特倫奇冰川
74°50′S 63°40′W / 74.833°S 63.667°W
斯特倫奇冰川（英語：Strange Glacier）是南極洲的冰川，位於帕爾默地，處於拉塔迪山脈的克雷恩嶺南面，最終在施米特山和奧斯汀山之間注入加德納灣，美國地質調查局根據測量和該國海軍的空中照片繪入地圖，現時由南極條約體系管理。